# Timelkam
Timelkam osztrák mezőváros Felső-Ausztria Vöcklabrucki járásában. 2018 januárjában 5708 lakosa volt.

## Elhelyezkedése

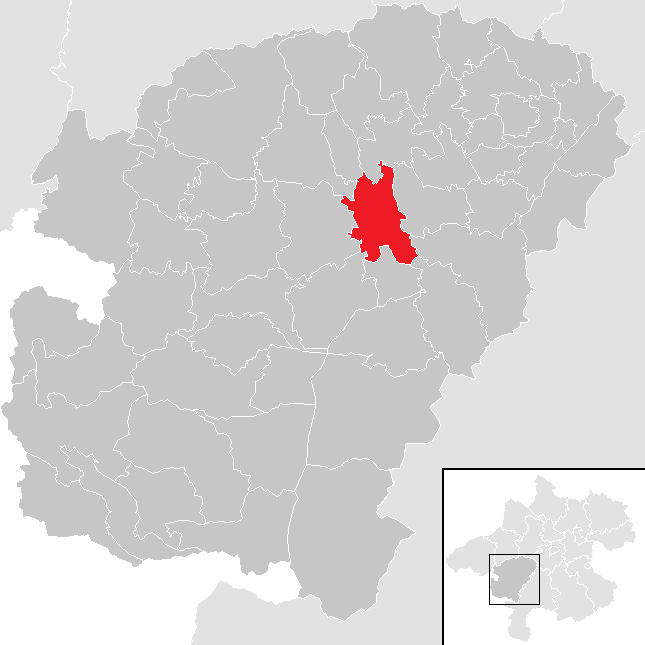
Timelkam a Vöcklabrucki járásban

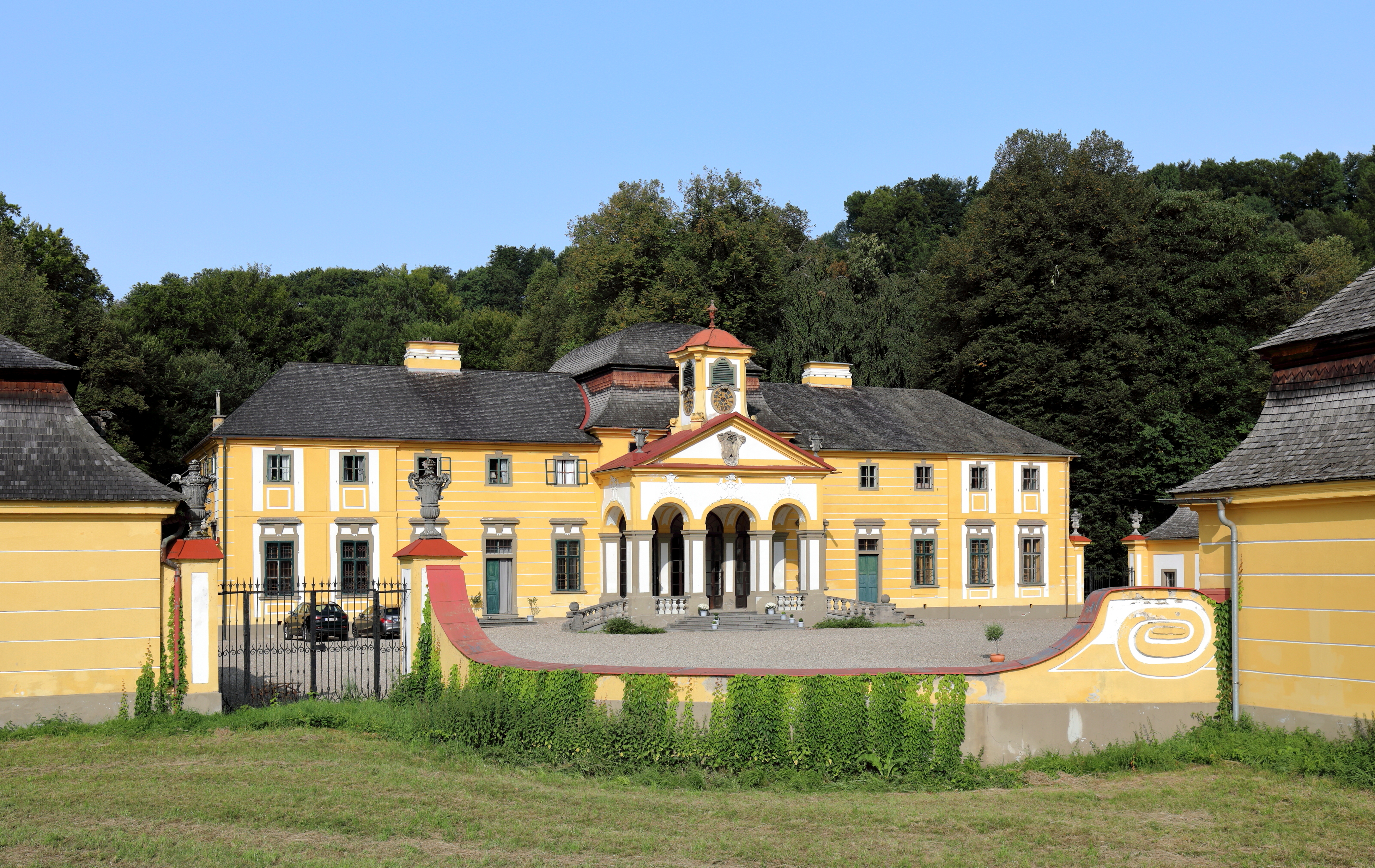
Neuwartenburg kastélya

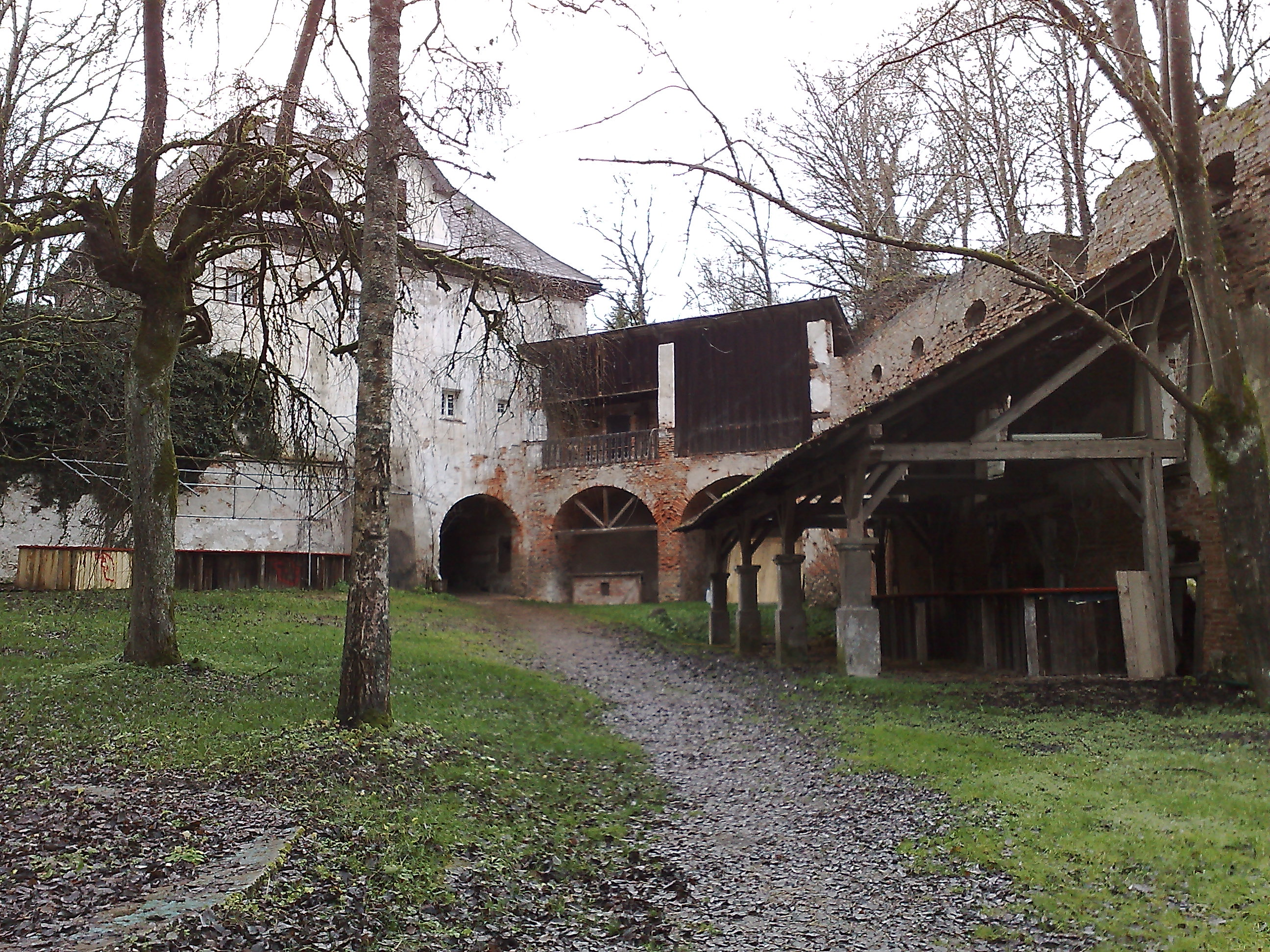
Altwartenburg várának romjai

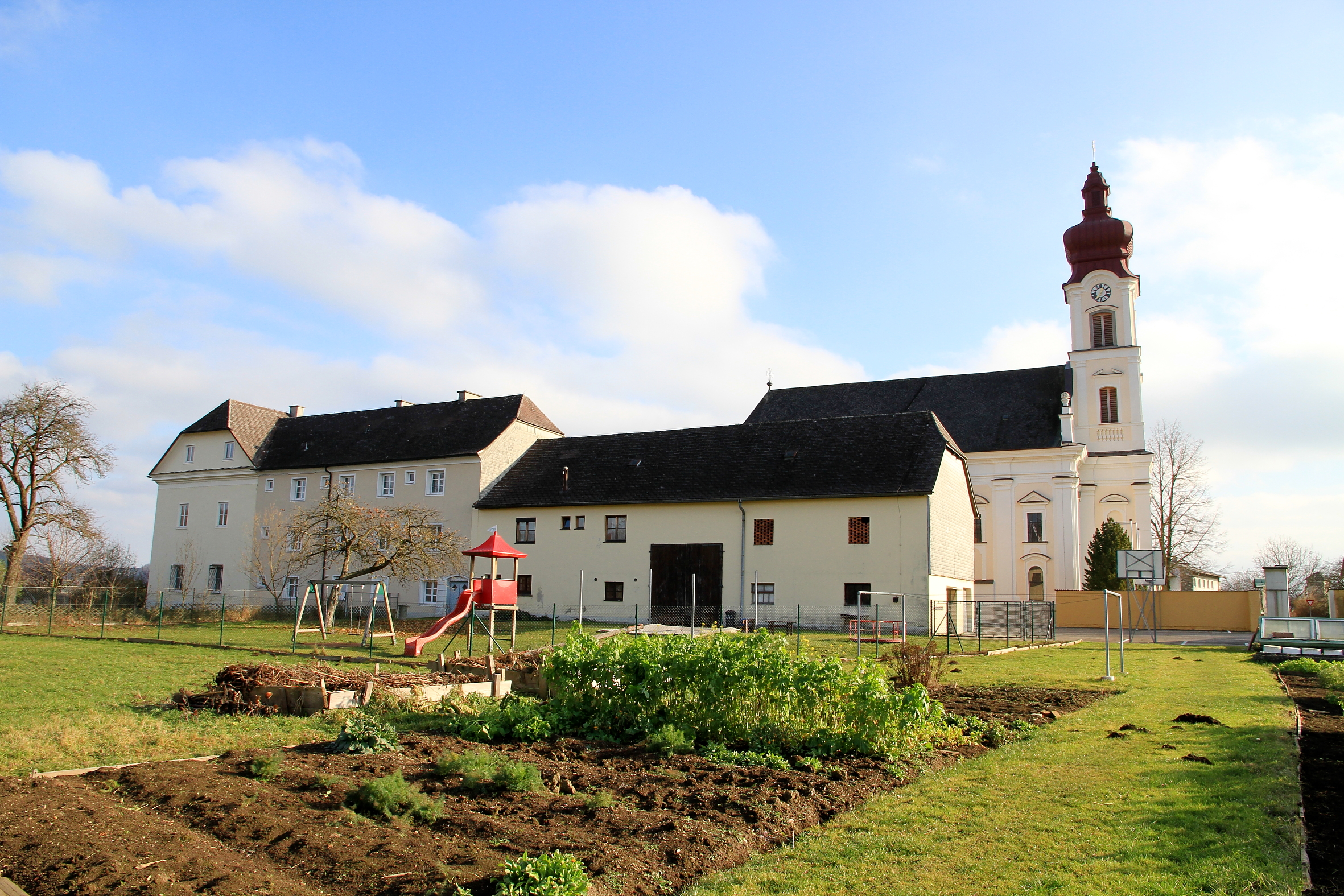
A Szt. Anna-templom és a volt pálos kolostor

Timelkam Felső-Ausztria Hausruckviertel régiójában helyezkedik el, az Attersee-től északra, a Vöckla és az Ager folyók között. Egyéb jelentős folyóvíz a Dürre Ager, amely itt torkollik a Vöcklába. Területének 23,8%-a erdő, 61,3% áll mezőgazdasági művelés alatt. Az önkormányzat 26 településrészt és falut egyesít: Ader (471 lakos 2018-ban), Altwartenburg (40), Außerungenach (68), Eiding (48), Gsteinedt (64), Haag (40), Heitzing (54), Heuweg (45), Kalchofen (233), Leidern (130), Maierhof (63), Mühlfeld (16), Neuwartenburg (7), Oberau (16), Obereck (141), Obergallaberg (31), Oberthalheim (92), Pichlwang (567), Stöfling (148), Straß (46), Timelkam (3061), Ulrichsberg (38), Unterau (5), Untereck (14), Untergallaberg (213) és Wimberg (57). 
A környező önkormányzatok: északra Ungenach, keletre Vöcklabruck, délkeletre Regau és Aurach am Hongar, délre Lenzing, délnyugatra Seewalchen am Attersee, nyugatra Gampern, északnyugatra Neukirchen an der Vöckla és Puchkirchen am Trattberg. 

## Története
A térség a 12-15. század között Schaunberg grófságához, utána az Osztrák Főhercegséghez tartozott. Timelkam első említése 1399-ből való "Tumelchaim" formában. I. Miksa császár 1512-ben mezővárosi jogokat adományozott neki. 1609-ben megépült a Marktturm tornya, amelyben a városi tanács és a bíróság ült össze és itt helyezték el a tömlöcöt is. A 18. századtól vámszedőhelyként használták. 1615-tól éves és hetivásárokat tartottak. 1710-ben I. József császár engedélyezte hídvám szedését, amelynek jövedelméből újabb híd épült a Dürre Ageren és megerősítették a Vöckla töltését.
1875-ben a timelkami állomáson keréktörés miatt kisiklott egy gőzmozdony. Személyi sérülés nem történt. 
A település 1918 után Felső-Ausztria tartományhoz, az 1938-as Anschluss után a Német Birodalom Oberdonaui gaujához tartozott. A második világháború után visszaállították Felső-Ausztriát.

## Lakosság
A timelkami önkormányzat területén 2018 januárjában 5708 fő élt. A lakosságszám 2011-ben érte el a csúcspontját 5941 fővel, azóta némileg csökkent. 2015-ben a helybeliek 88,3%-a volt osztrák állampolgár; a külföldiek közül 1,1% a régi (2004 előtti), 2,5% az új EU-tagállamokból érkezett. 4,7% a volt Jugoszlávia (Szlovénia és Horvátország nélkül) vagy Törökország, 3,4% egyéb országok polgára. 2001-ben a lakosok 78,8%-a római katolikusnak, 7,7% evangélikusnak, 1,1% ortodoxnak, 3,7% mohamedánnak, 7,1% pedig felekezeten kívülinek vallotta magát. Ugyanekkor 25 magyar élt a mezővárosban. A legnagyobb nemzetiségi csoportot a német (92,6%) mellett a horvátok (1,6%) és a szerbek (1%) alkották.  

## Látnivalók
- Altwartenburg várának romjai
- Neuwartenburg kastélya 1732-ben épült. A Strachwitz grófok tulajdona.
- a Marktturm
- a Szt. Anna templom és a volt pálos kolostor Wartenburgban
- az evangélikus templom (1950-65 között katolikus plébániatemplom)
- az 1966-ban épült katolikus plébániatemplom

## Fordítás
- Ez a szócikk részben vagy egészben  a   Timmelkam című német Wikipédia-szócikk ezen változatának fordításán alapul.  Az eredeti cikk szerkesztőit annak laptörténete sorolja fel. Ez a jelzés csupán a megfogalmazás eredetét és a szerzői jogokat jelzi, nem szolgál a cikkben szereplő információk forrásmegjelöléseként.